# Museo Poldi Pezzoli

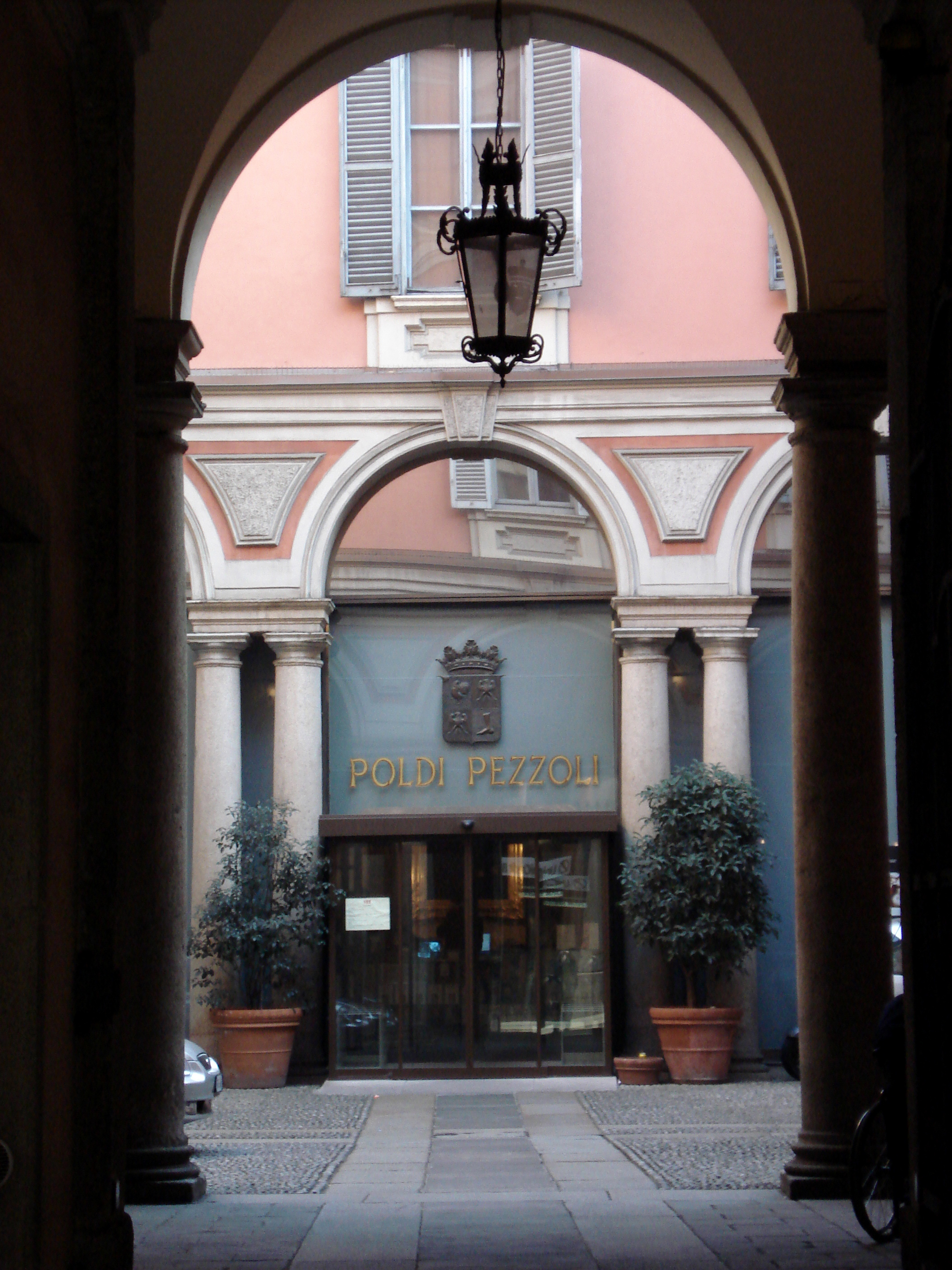
Patio del Museo Poldi Pezzoli en Milán, enero de 2007.

El Museo Poldi Pezzoli es un museo de origen privado que se encuentra en el centro de Milán, a pocos pasos del Teatro alla Scala, en Via Manzoni 12. 
El museo expone obras de Sandro Botticelli, Antonio Pollaiolo, Giovanni Bellini, Michelangelo Buonarroti, Filippo Lippi, Andrea Mantegna y Giovanni Battista Tiepolo, entre otros.

## Historia
Nació como colección privada de Gian Giacomo Poldi Pezzoli y de sus predecesores, en particular de la madre: Rosa Trivulzio.

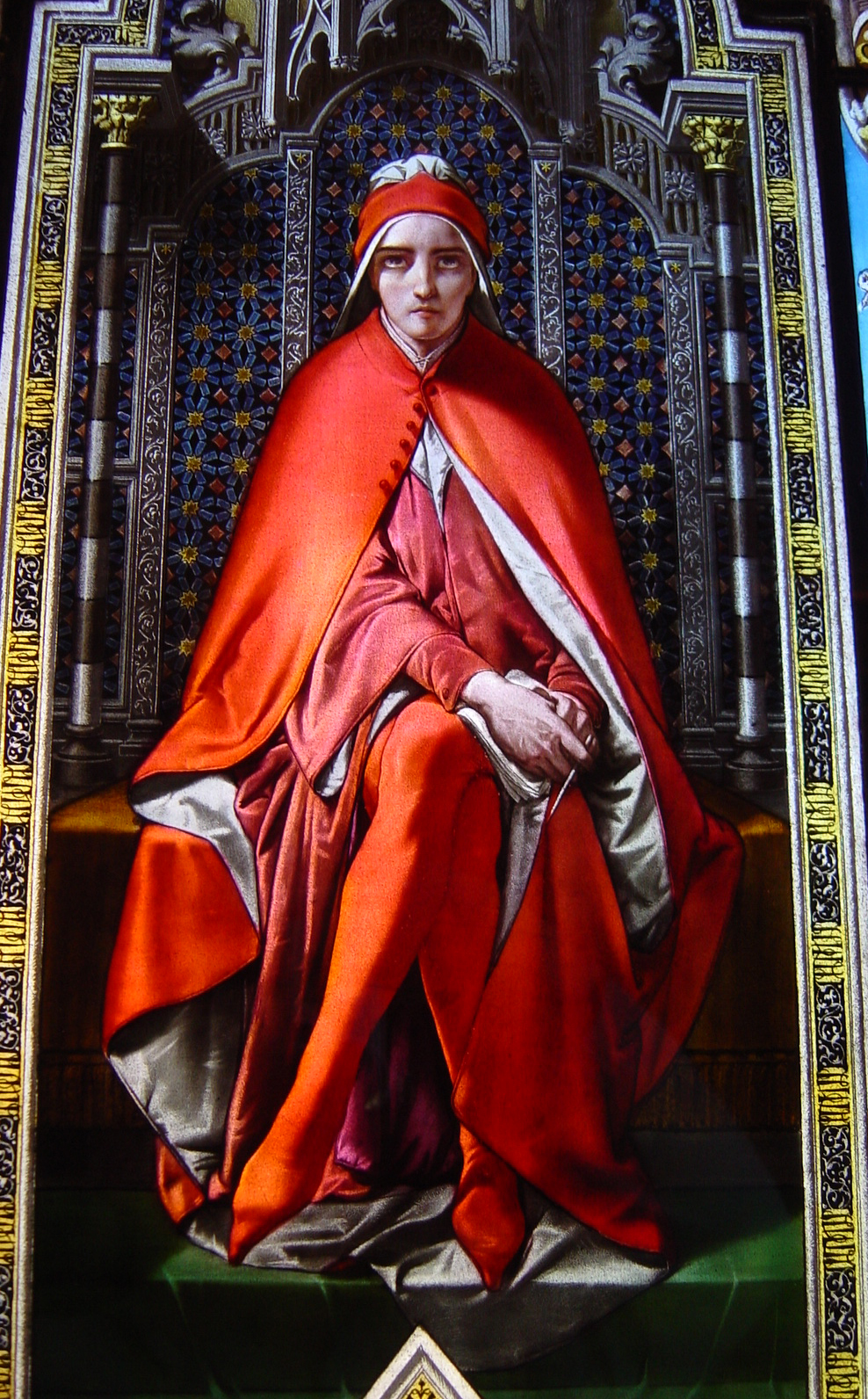
Dante en el Museo Poldi Pezzoli

Rosa, hija del príncipe Gian Giacomo Trivulzio, provenía de hecho de una noble familia de literatos en estrecho contacto con las mejores mentes del Neoclasicismo milanés y con poetas como Vincenzo Monti y Giuseppe Parini. A la muerte del marido se ocupó ella de la educación del hijo, nacido en 1822, el cual creció en medio de los literatos y artes de su época, que la madre cultivaba engrandeciendo la ya amplia colección familiar.
Heredado el palacio y el patrimonio al alcanzar la mayoría de edad en 1846, Gian Giacomo apoya la revolución de 1848 apasionadamente. La represión austríaca lo induce a viajar por toda Europa permitiéndole entrar en contacto con otros coleccionistas y visitar numerosas muestras, entre las que estuvieron las primeras exposiciones universales.
Ya en 1846 Gian Giacomo había iniciado los trabajos necesarios para contar con una vivienda propia, distinta de la de su madre, que conforme al eclecticismo de la época decoró con obras de diversos estilos, desde el trecento hasta el barroco. Fue un lugar apreciado y visitado por el público y los artistas de la época.

Las salas contenían una serie de obras de arte antiguas, exponiéndose cuadros un poco como en una moderna galería de arte, más que una verdadera casa reservada a la dimensión privada y personal. Además de cuadros, coleccionó objetos de arte provenientes de toda Europa, como armería, cerámica, orfebrería y otras artes aplicadas.

Gian Giacomo Poldi Pezzoli murió en 1879, a la edad de 57 años, habiendo legado en el testamento la casa y las obras de arte en ella contenidas a la Academia de Brera. La administración y la dirección se confiaron a Giuseppe Bertini, pintor, coleccionista y viejo amigo, y Director de la Academia de Brera. Este inauguró el nuevo museo oficialmente en el año 1881.
Ya en el momento de proyectarse el apartamento privado de Gian Giacomo las salas se pensaron para inspirarse cada una en un estilo diferente y para alojar obras de arte del mismo periodo. Esta disposición era tan inusual para la época que se convirtió en punto de referencia para las mayores colecciones privadas que se formaban o ampliaban en aquella época. Se inspiraron en el Museo Poldi Pezzoli las casas-museo de la estadounidense Isabella Stewart Gardner en Boston o de los franceses Nelly Jacquemart e Edouard André.
El museo sufrió daños irreparables durante la Segunda Guerra Mundial. Las obras se preservaron porque fueron puestas a salvo antes de los bombardeos, pero vidrieras, estucos y tallas se perdieron para siempre. La posterior restauración buscó reponer en la mayor medida posible aquel antiguo esplendor. Se reabrió en 1951.
En la segunda mitad del siglo XX, el museo, que se compone de dos pisos, ha recibido numerosas donaciones, representativas de artes diversas: del bordado a la relojería y la pintura.

## Colección

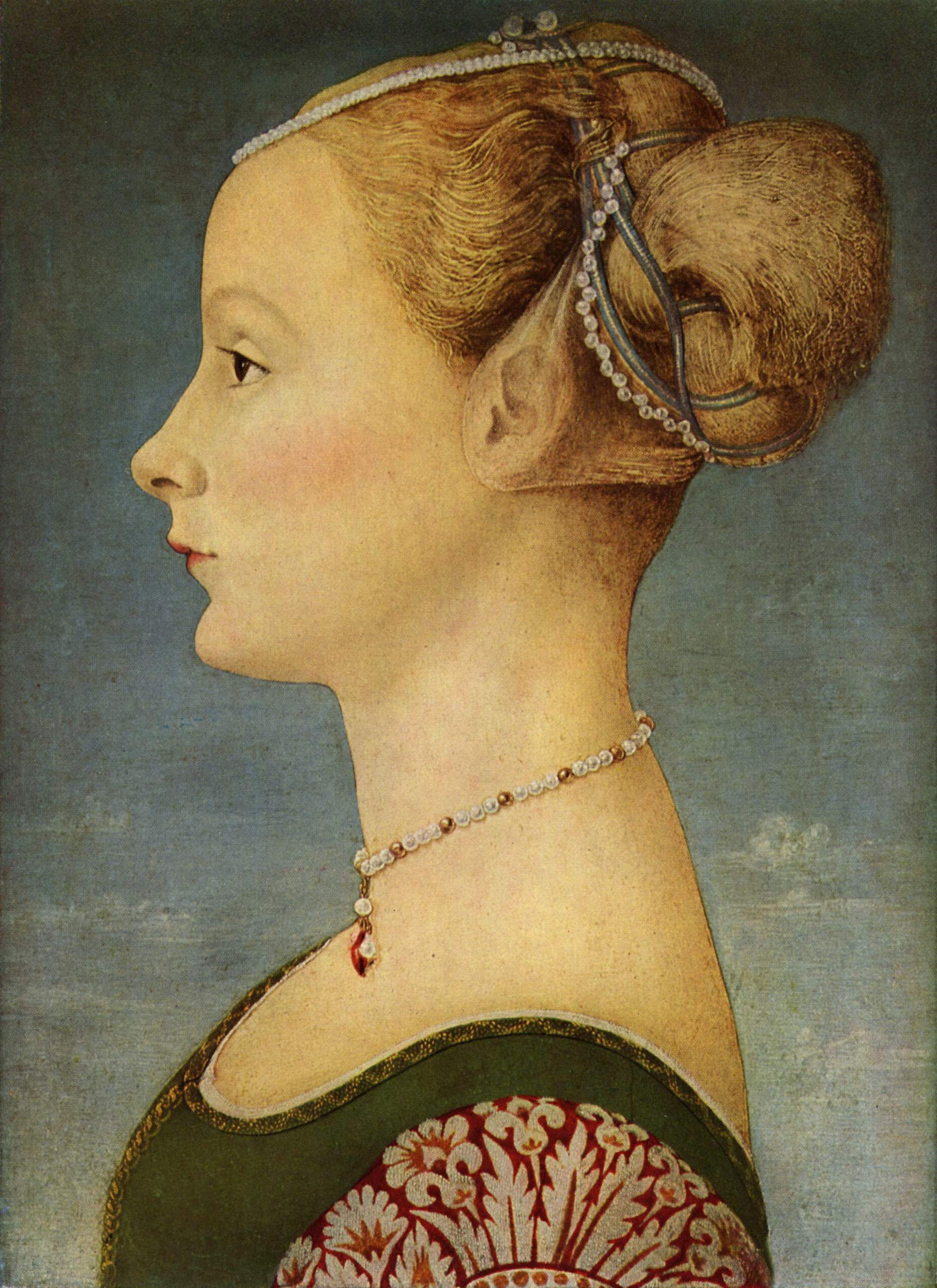
Retrato femenino de Pollaioulo.

Entre las obras más destacadas de la colección pictórica del museo están:
- Sandro Botticelli
  - Virgen del libro (1480-1481)
  - Piedad (1495)
- Fra Filippo Lippi: Piedad (1437-1439)
- Giovanni Antonio Boltraffio: Virgen con Niño.
- Piero della Francesca: San Nicolás de Tolentino
- Antonio del Pollaiolo: Retrato femenino
- Rafael: Crucifijo
- José de Ribera: Retrato de un joven misionero jesuita (1638)
- Canaletto: Capriccio con rovine
- Francesco Guardi: Góndolas en la laguna
- Lorenzo Lotto: 
  - Virgen con Santos
  - Santa Catalina de Alejandría
- Vincenzo Foppa: Retrato de Francesco Brivio
- Andrea Mantegna: Virgen con Niño
- Giovanni Battista Moroni: El caballero vestido de negro